# Charmes-Saint-Valbert
Charmes-Saint-Valbert település Franciaországban, Haute-Saône megyében. Lakosainak száma 32 fő (2022. január 1.). Charmes-Saint-Valbert Molay, Pressigny és Bourguignon-lès-Morey községekkel határos.

## Népesség
A település népességének változása:
| Lakosok száma | 51   | 46   | 43   | 38   | 36   | 34   | 33   | 32   | 32   |
|               | 2013 | 2015 | 2016 | 2017 | 2018 | 2019 | 2020 | 2021 | 2022 |